# Port du Waal
Pour les articles homonymes, voir Waal (homonymie).
Ne doit pas être confondu avec Aéroport de Waalhaven.
Le port du Waal ou port de la Waal (en néerlandais : Waalhaven) est un bassin du port de la commune néerlandaise de Rotterdam, situé sur la rive gauche de la Meuse.
Avec sa superficie de 310 hectares, le port du Waal est le plus grand bassin du port rotterdamois.

## Histoire
Le port du Waal à Rotterdam, situé en bouche de Meuse, occupe paradoxalement un ancien bras mort du Waal, c'est-à-dire creusé par la rivière divagante, la Waal, née autrefois de la segmentation du Rhin à son delta.
Le 13 juin 1907, le conseil communal de Rotterdam a pris la décision de faire construire le port du Waal, la construction du port a duré jusqu'en 1930, date de la dernière expansion majeure. Il s'agit d'un grand port, conçu avec de nombreuses cales numérotées d'accostage, d'avitaillement, de repos et de réparation.
Il est alors complémentaire du port royal étendu ou königshaven présent sur la nouvelle Meuse.
Jusque dans les années 1990, le port du Waal a servi de port de transit, en particulier en vrac et en conteneurs. Il était jusqu'à cette époque un point de transbordement des navires porte-barges LASH.
Les bacs qui y sont encore situés aujourd'hui, sont principalement utilisés pour le stockage. Il existe également de nombreuses entreprises de transport maritime basés au port du Waal, comme Smit International.